# 音乃瀨奏
音乃瀨奏（日语： Otonose Kanade），是hololive所属的一位日語虚拟主播，於2023年9月9日出道。

## 人物概述
音乃瀨奏是Hololive DEV_IS ReGLOSS的成員，角色設定是一位備受期待的新興音樂家，不太會隱藏自己真實的情緒，對於自己喜歡的事物會付出很多努力，對不擅長的東西就不屑一顧，但如果能獲得美食就另當別論。
音乃瀨奏的角色設計者為。直播內容以遊戲、歌唱與雜談為主。

## 活動歷史
音乃瀨奏於2023年9月9日，進行初配信，並在同日youtube頻道達成10萬訂閱。
2024年10月7日，YouTube達到50萬訂閱。同年10月24日，公布3D模型並進行直播。同年12月2日，在X發文「【悲報】因為沒繳網路費，所以被解約了。」，吸引超過 300 萬次觀看。

## 參與活動

### hololive production 全體直播
- hololive 6th fes. Color Rise Harmony（日语：hololive 6th fes. Color Rise Harmony）DAY1（2025年3月8日）[10][11]

### Hololive ReGLOSS 直播
- Reach the top（日语：ReGLOSS (アルバム)）（2024年9月28日）[12][13]

### 其他活動
- GROOVE COASTER（2024年7月4日）與轟一一起直播。[14][15]
- Hololive Meet 2025 海外活動年度大使。[16][17]

## 音樂作品

### 個人
|      | 發布日期      | 樂曲名稱 | 數位媒體規格產品編號 | 備註   |
| ---- | ------------- | -------- | -------------------- | ------ |
| 單曲 |               |          |                      |        |
| 1    | 2025年4月21日 | GREATEST | CVRD-561             | [ 18 ] |

### hololive IDOL PROJECT
|      | 發布日期      | 樂曲名稱                                            | 數位媒體規格產品編號 | 備註   |
| ---- | ------------- | --------------------------------------------------- | -------------------- | ------ |
| 單曲 |               |                                                     |                      |        |
| 1    | 2024年3月13日 | ホロライブ言えるかな？hololive SUPER EXPO 2024 ver. | CVRD-406             | [ 27 ] |

## 外部連結
- 音乃瀨奏在hololive的官方主頁 （日語）
- 音乃瀨奏的X（前Twitter）
- YouTube上的Kanade Ch. 音乃瀬奏 ‐ ReGLOSS頻道（英文）
- 音乃瀨奏的TikTok